# Whittington, Derbyshire

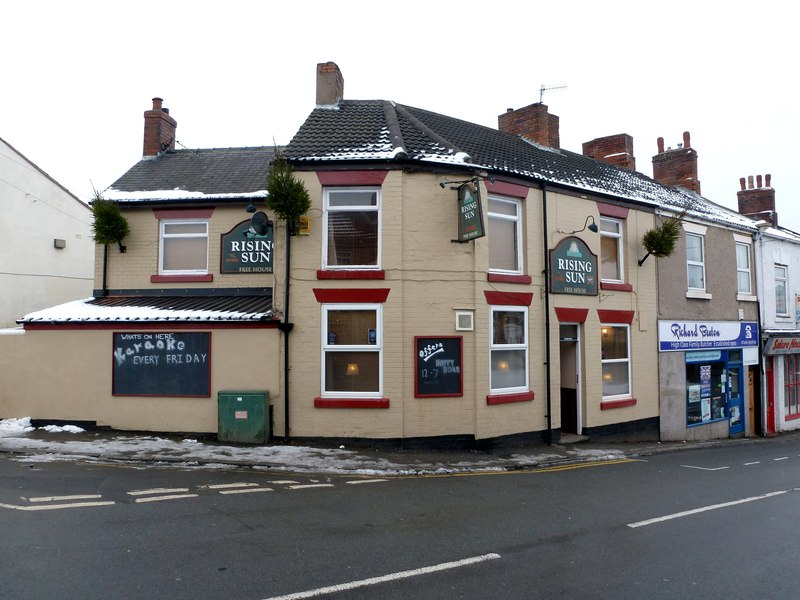
New Whittington

Whittington var en civil parish fram till 1920 då den blev en del av Chesterfield, i grevskapet Derbyshire, i England. Denna civil parish hade 10 344 invånare år 1911. Whittington var ett distrikt från 1894 till 1911.